# دول (كلب بري)
الدول أو الدُّئِل أو الدُّؤُل (الاسم العلمي: Cuon alpinus) هو من فصيلة الكلبيات يوجد في وسط وجنوب شرق آسيا، ويسمى أيضاً الكلب البري الآسيوي والكلب البري الهندي والذئب الأحمر، وكلب الدول قريب وراثياً من الكلبيات ضمن جنس الكلب، على الرغم من أن جمجمته محدبة بدل أن تكون مقعرة الشكل وتفتقر إلى الضرس الثالث السفلي، والأضراس العلوية واحدة فقط بدل 2-4.

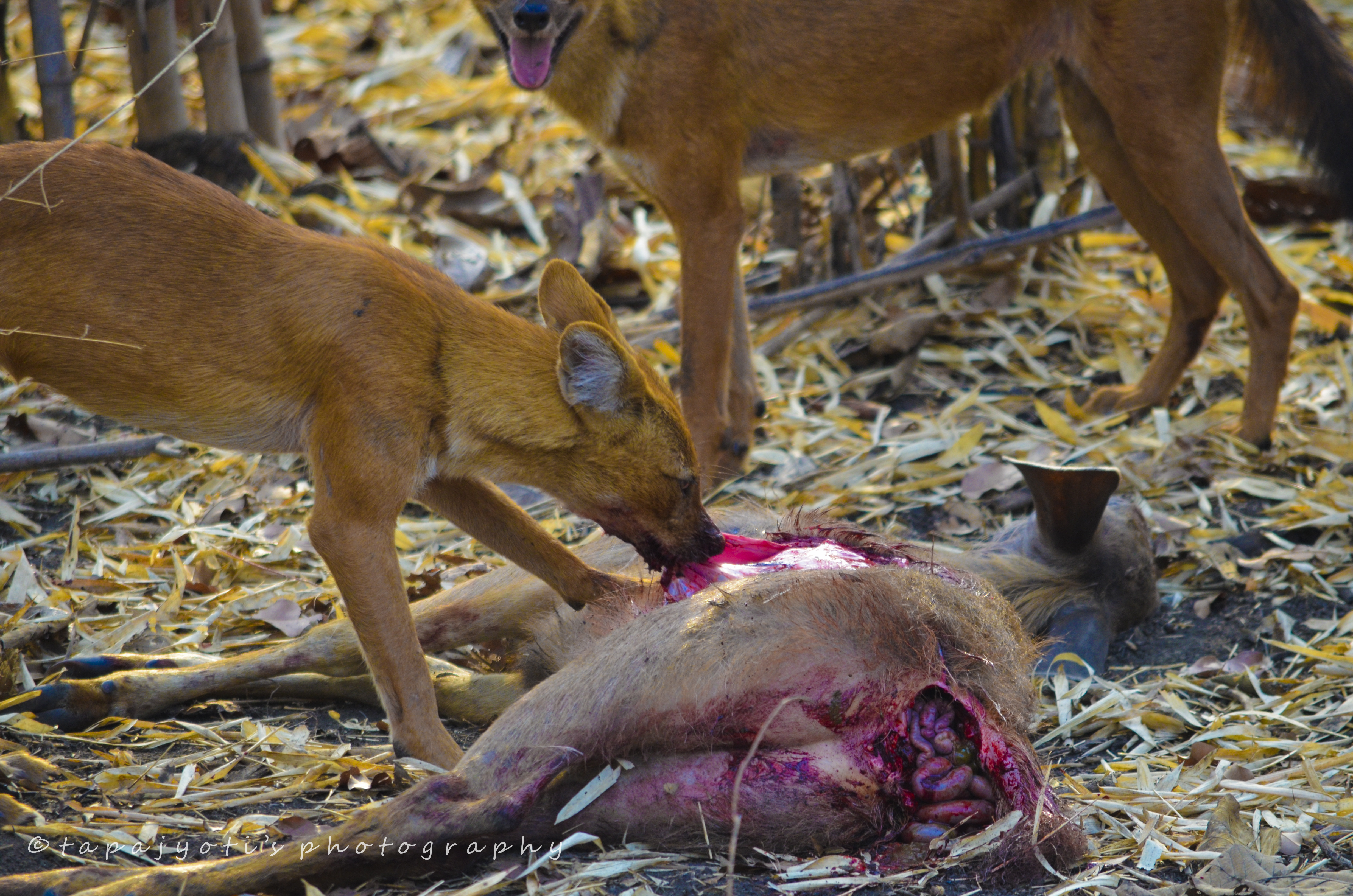
كلاب دول تتغذى على طريدة

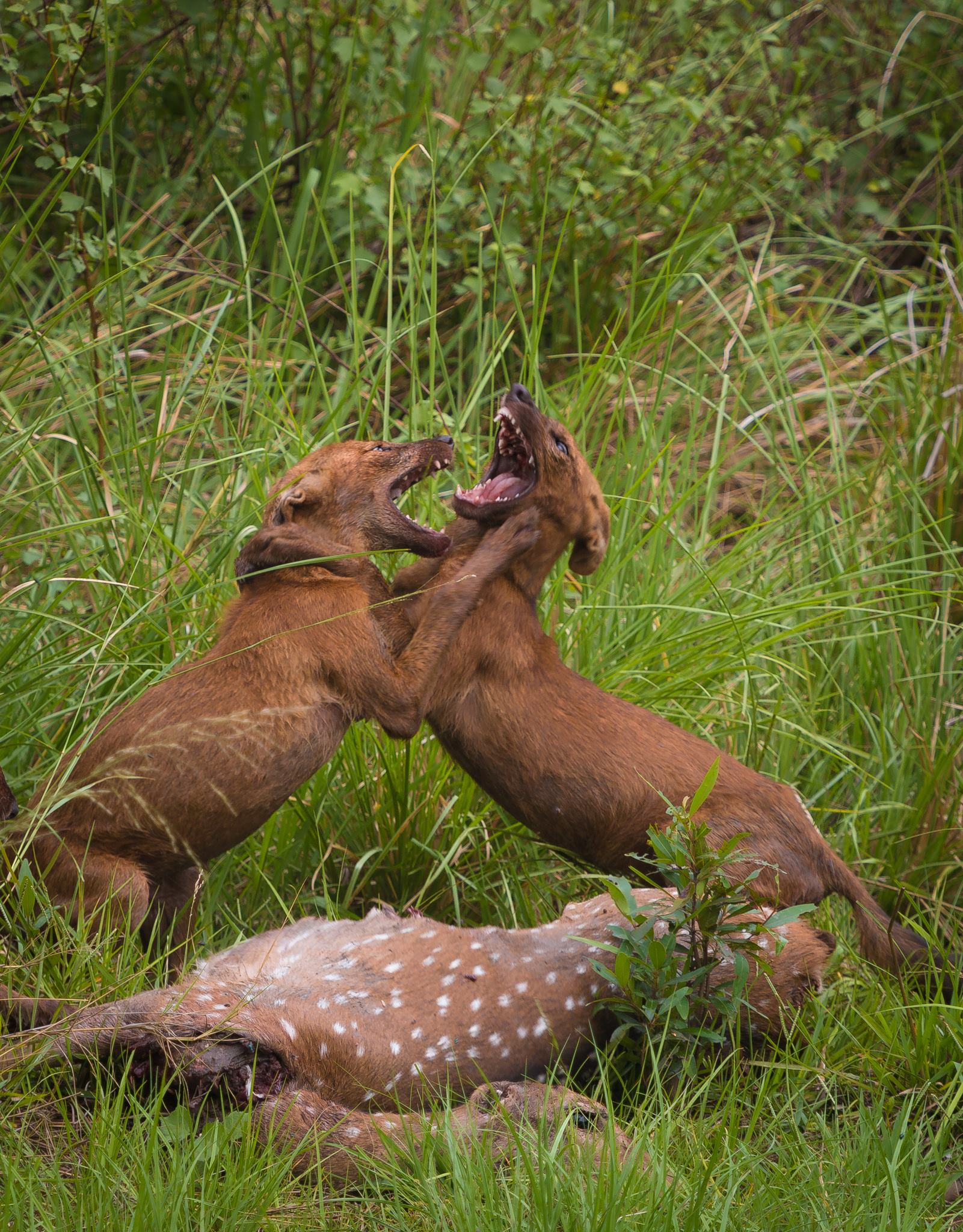
كلبان يتصارعان على جثة أيل أرقط

الكلب البري الآسيوي يرجع أصله إلى آسيا ويعتبر على مشارف الانقراض، وهو يعتبر من الحيوانات الإجتماعية التي تقوم بإصدار نغمات معروفة ومميزة من أجل التواصل مع باقي المجموعة، وهو يعد من الحيوانات المفترسة التي تعتبر مهيمنة بشدة.

## وصلات خارجية
- Dhole Home Page
- ARKive – images and movies of the dhole
- Photos of dhole in Bandipur